# علم الشعوب
علم الأعراق أو علم الشعوب فرع من علم الإنسان يبحث في أصول الشعوب المختلفة وخصائصها وتوزّعها وعلاقاتها بعضها ببعض، ويدرس ثقافاتها دراسةً تحليلية مقارنة أيضاً.

## الأسماء
علم الأجناس البشرية أو علم الأجناس أو (بالإنجليزية: Ethnology)‏ نقحرة: الأثنُولوجية أو الأثنولوجيا